# Tauern de Schladming e de Murau
O Tauern de Schladming e de Murau (em alemão:  Schladminger Tauern) é um maciço montanhoso que se encontram nas regiões da Estíria e de  Salisburgo na Áustria. O cume mais alto é o Hochgolling com 2.862 m.
O maciço toma o nome das duas localidades que são Schladming e Murau.

## Localização
O Tauern de Schladming e de Murau têm da mesma secção alpina, a Leste os  Tauern de Rottenmann e de Wolz, e a Oeste o Tauern de Radstadt.
De outras secções tem a Norte os Alpes xistosos de Salisburgo e os Montes de Dachstein, e a Sul os Alpes de Gurktal.

## SOIUSA
A Subdivisão Orográfica Internacional Unificada do Sistema Alpino (SOIUSA) dividiu os Alpes em duas grandes Partes: Alpes Ocidentais e Alpes Orientais, separados pela linha formada pelo  Rio Reno - Passo de Spluga - Lago de Como - Lago de Lecco.
Os Tauern de Radstadt, o Tauern de Schladming e de Murau, o Tauern de Rottenmann e de Wolz, e o Tauern de Seckau formam os Alpes do Tauern orientais.

### Classificação  SOIUSA
Segundo a SOIUSA este acidente geográfico é uma Sub-secção alpina com as seguintes características:
- Parte = Alpes Orientais
- Grande sector alpino = Alpes Orientais-Centro
- Secção alpina = Alpes do Tauern orientais
- Sub-secção alpina =  Tauern de Schladming e de Murau
- Código = II/A-18.II

## Imagens

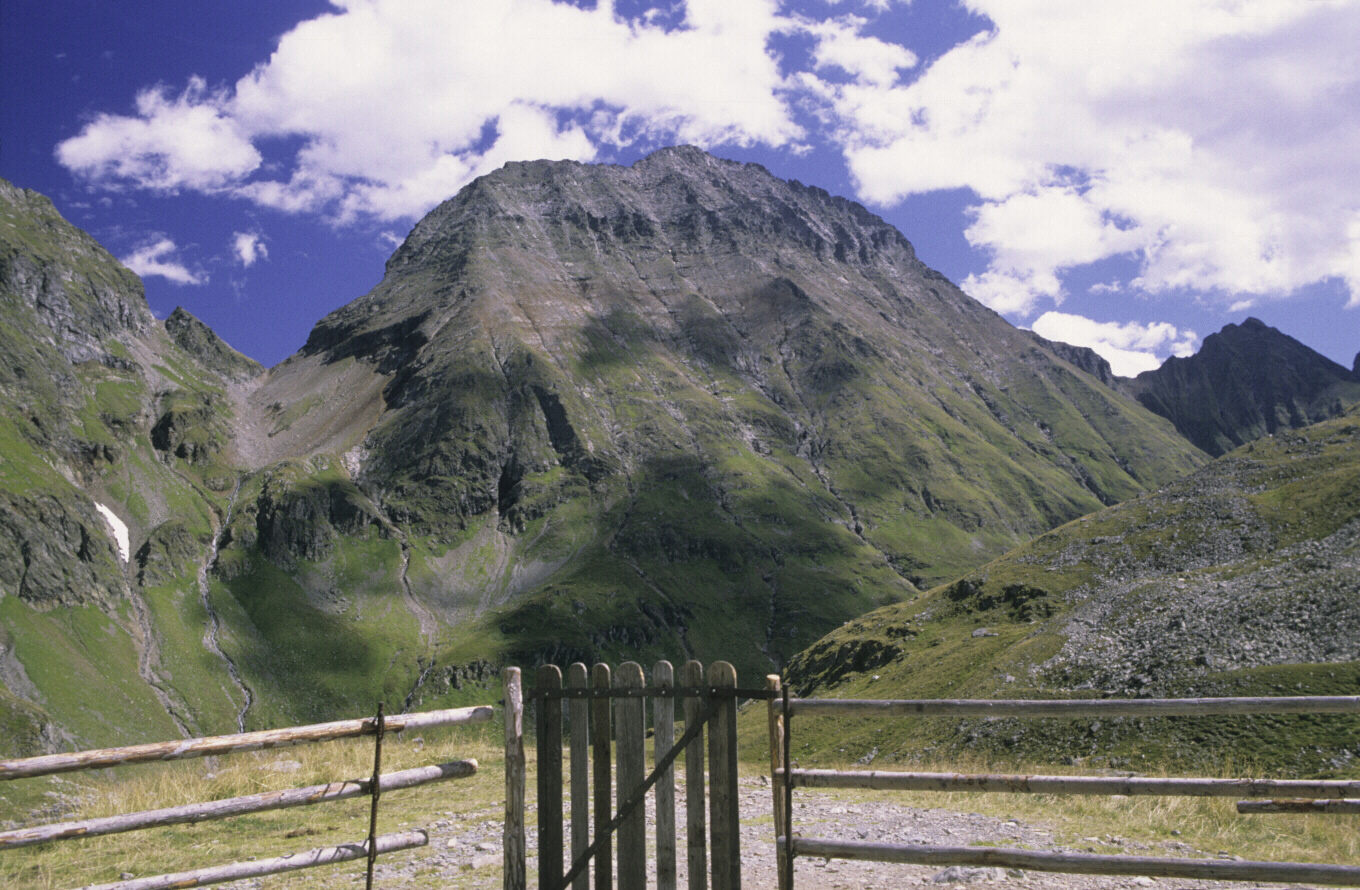
O 'Hochgolling